# كرايغ جاكسون
كرايغ جاكسون (بالإنجليزية: Craig Jackson)‏ هو سباح جنوب أفريقي، ولد في 18 سبتمبر 1968.

## وصلات خارجية
- كرايغ جاكسون على موقع الاتحاد الدولي للسباحة (الإنجليزية)
- كرايغ جاكسون على موقع أوليمبيديا (الإنجليزية)